# بابا مالك با
بابا مالك با (Papa Malick Ba)، من مواليد 11 نوفمبر 1980 في بيكيني في السنغال، لاعب كرة قدم سنغالي.
بدأ مسيرته الكروية مع نادي الصفاقسي التونسي في عام 1997، ولعب معهم حتى عام 2005، ومنذ عام 2005 وهو يلعب مع نادي بازل السويسري.
هو يلعب مع منتخب السنغال لكرة القدم.

## روابط خارجية
- بابا مالك با على موقع قاعدة بيانات كرة القدم.إي يو (الإنجليزية)
- بابا مالك با على موقع ناشيونال فوتبول تيمز (الإنجليزية)
- بابا مالك با على موقع Soccerway.com (الإنجليزية)
- بابا مالك با على موقع عالم كرة القدم.نت (الإنجليزية)
- بابا مالك با على موقع كووورة